# Frank De Vol
Frank De Vol   (Moundsville, 20 de setembre de 1911 - Lafayette, 27 d'octubre de 1999) va ser un músic, arranjador, compositor i actor estatunidenc. Com a compositor va estar nominat a quatre premis Oscar a la millor banda sonora.

## Biografia
Frank De Vol va néixer a Moundsville, al comtat de Marshall, al nord de l'estat de Virgínia Occidental, i va créixer a Canton (Ohio). El seu pare, Herman Frank De Vol, era el líder de la Grand Opera House de Canton, i la seva mare, Minnie Emma Humphreys De Vol, treballava en una botiga de costura.
De Vol va començar a compondre música quan tenia 12 anys. Després de tocar el violí a l'orquestra del seu pare es va incorporar a l'Orquestra Horace Heidt als anys 1930, encarregant-se'n dels arranjaments. Més endavant, va fer una gira amb l'Orquestra Alvino Rey abans d'emprendre la seva carrera discogràfica.
A partir de la dècada de 1940, De Vol va escriure arranjaments per als enregistraments d'estudi de cantants destacats com Nat King Cole, Ella Fitzgerald, Sarah Vaughan, Tony Bennett, Dinah Shore, Doris Day, Vic Damone i Jaye P. Morgan. El seu arranjament més famós és probablement l'emocionant acompanyament de corda i piano de «Nature boy» de Cole, que va ser número 1 als Estats Units d'Amèrica el 1948. Aquell mateix any va publicar una versió de «The Teddy Bears' Picnic» per mitjà de Capitol Records, en què també canta.
Entre 1966 i 1967 va fer-se càrrec la banda sonora de la pel·lícula de comèdia de Columbia Pictures de 1967 L'esdeveniment (protagonitzada per Anthony Quinn) i va coproduir l'enregistrament de The Supremes del tema de la pel·lícula (amb els productors de Motown Holland–Dozier–Holland) que es va convertir en un èxit popular aquell mateix any.
L'èxit de «Nature boy» per a Capitol Records, va menar-lo a una posició executiva a l'empresa rival Columbia Records. Allà, va enregistrar una sèrie d'àlbums de música lleugera orquestral amb el títol de «Music by De Vol» (que també va utilitzar per a alguns dels seus treballs de cinema i televisió). L'àlbum de 1959 Bacchanal! (The Passions and Pageantry of Gods and Goddesses of Mythology) és un exemple aclamat de la música lleugera de De Vol, en què cada tema del compositor anglès Albert Harris porta el nom d'un déu o deessa de la mitologia grega. A la dècada de 1950, l'orquestra de De Vol va tocar amb freqüència al Hollywood Palladium anunciant-se com a «Music of the Century».

### Hollywood
De Vol va escriure les partitures de moltes pel·lícules de Hollywood, rebent nominacions a l'Oscar per a quatre d'elles: Pillow Talk (1959), Hush... Hush, Sweet Charlotte (1964), Cat Ballou (1965) i Endevina qui ve a sopar (1967).
Les nombroses composicions de De Vol inclouen Un petó mortal (1955), Què se n'ha fet, de Baby Jane? (1962), McLintock! (1963), El vol del fènix (1965), The Glass Bottom Boat (1966), Els dotze del patíbul (1967), Hustle (1975), Herbie Goes to Montecarlo (1977) i Herbie Goes Bananas (1980). També va escriure moltes comèdies i pel·lícules de Doris Day per al director Robert Aldrich.

### Com a actor
De Vol també va ser un actor especialitzat en personatges d'humor sec i es va donar a conèixer com el líder del grup Happy Kyne a les paròdies del programa de tertúlies de Norman Lear Fernwood 2 Night i America 2-Night, entre 1977 i 1978. També va tenir un paper recurrent a I'm Dickens, He's Fenster com Myron Bannister, i va aparèixer a The Cara Williams Show, I Dream of Jeannie, Gidget, Bonanza, Petticoat Junction - (episodi de 1967 «That Was the Night That Was», i episodi de 1969 «The Organ Fund», com el Reverend Barton), Mickey protagonitzat per Mickey Rooney, The Brady Bunch, Superagent 86 i Carsons. També com a narrador a la pantalla de la pel·lícula de comèdia de 1967 de Jerry Lewis L'altra cara del gàngster. El 1980 va aparèixer a la segona temporada de Diff'rent Strokes, a l'episodi 22 «The Slumber Party». De Vol va preferir ser acreditat com «Frank De Vol» per a les seves aparicions com a actor, i com «De Vol» per al seu treball musical.
Es va casar dues vegades, primer amb Grayce Agnes McGinty el 1935. El matrimoni de 54 anys va tenir dues filles, Linda Morehouse i Donna Copeland, i va acabar amb la mort de Grayce el 1989. El seu segon matrimoni va ser amb l'actriu de televisió i cantant de Helen O'Connell des de 1991 fins a la seva mort el 1993. De Vol va morir d'una insuficiència cardíaca el 27 d'octubre de 1999 a Lafayette. Està enterrat al cementiri Forest Lawn Memorial Park de Hollywood Hills.